# Région métropolitaine de São Paulo

Étendue de la région métropolitaine de São Paulo.

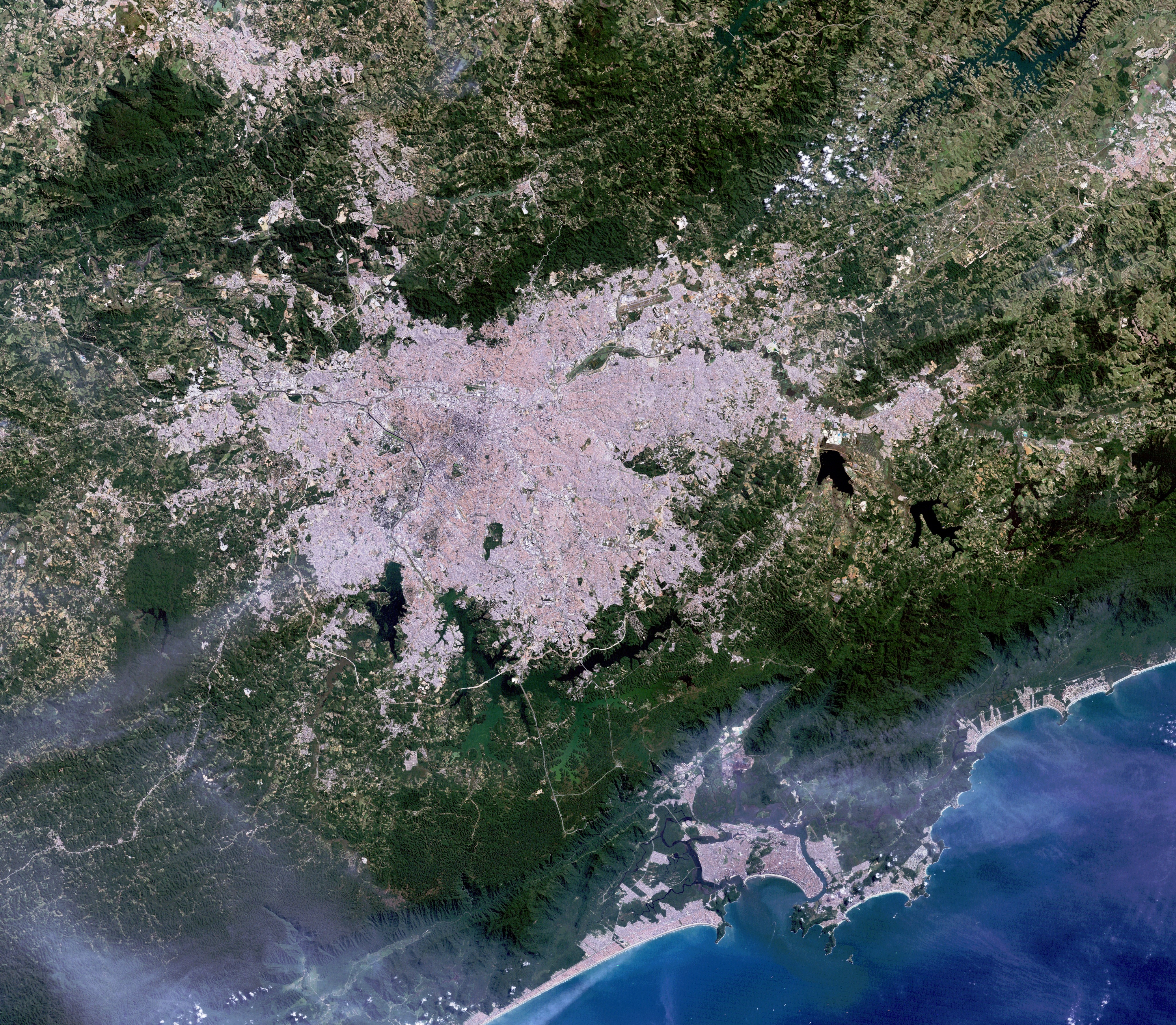
Vue satellite de l'agglomération de São Paulo.

La région métropolitaine de São Paulo, en portugais região metropolitana de São Paulo ou Grande São Paulo, réunit 39 municipalités de l'État de São Paulo constituant une conurbation. Elle englobe plus de 20 millions d'habitants, c'est une des plus grandes aires urbaines au monde.
En ajoutant à cette région métropolitaine les régions métropolitaines proches (Campinas, Baixada Santista, São José dos Campos, Sorocaba, Jundiaí), on obtient le complexe métropolitain étendu de São Paulo-Campinas qui dépasse 29 millions d'habitants (environ 75 % de la population de l'État). Ce complexe forme déjà la première métropole de l'hémisphère Sud (65 municipalités et 12 % de la population brésilienne.

## Superficie
La région métropolitaine de São Paulo, qui couvre 7944 km2, représente moins de 0,1 % de la surface brésilienne et un peu plus de 3 % du territoire de l'État de São Paulo. Cette superficie peut être comparée à celle de certains États souverains comme la Jamaïque (10 991 km2).

Le Grand São Paulo
région métropolitaine
Complexe métropolitain étendu
les aires métropolitaines de Baixada Santista (au Sud), Campinas (au Nord), São José dos Campos (à l'Est),
micro-région de Jundiaí,
micro-région de Sorocaba,
aires plus petites parfois incluses dans le complexe métropolitain étendu : micro-régions de Bragança Paulista et Piracicaba, municipalités de Limeira, Rio Claro et Araras

## Statistiques du Grand São Paulo
- Surface totale : 7 944 km²
- Aire urbanisée : 2 139 km²
- Population : 20 309 647 habitants
- Latitude : 23,53º Sud
- Longitude : 46,617º Ouest
- PIB nominal $ (2008) : 572,25 milliards[3]

## Aspects économiques

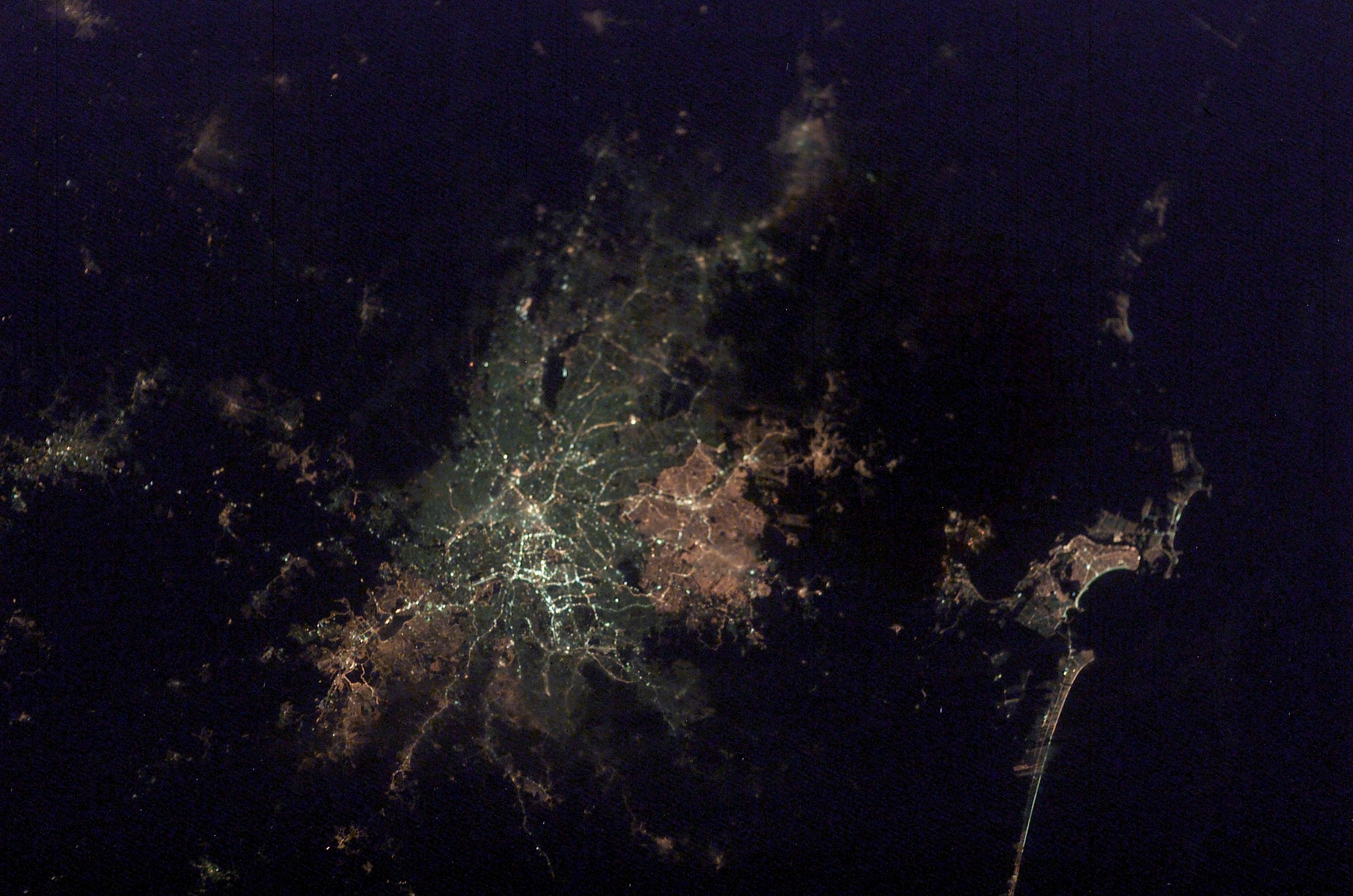
Image de satellite du Grand São Paulo la nuit vu de la station spatiale internationale. Sur l'image, le Nord est tourné vers la gauche.(NASA)

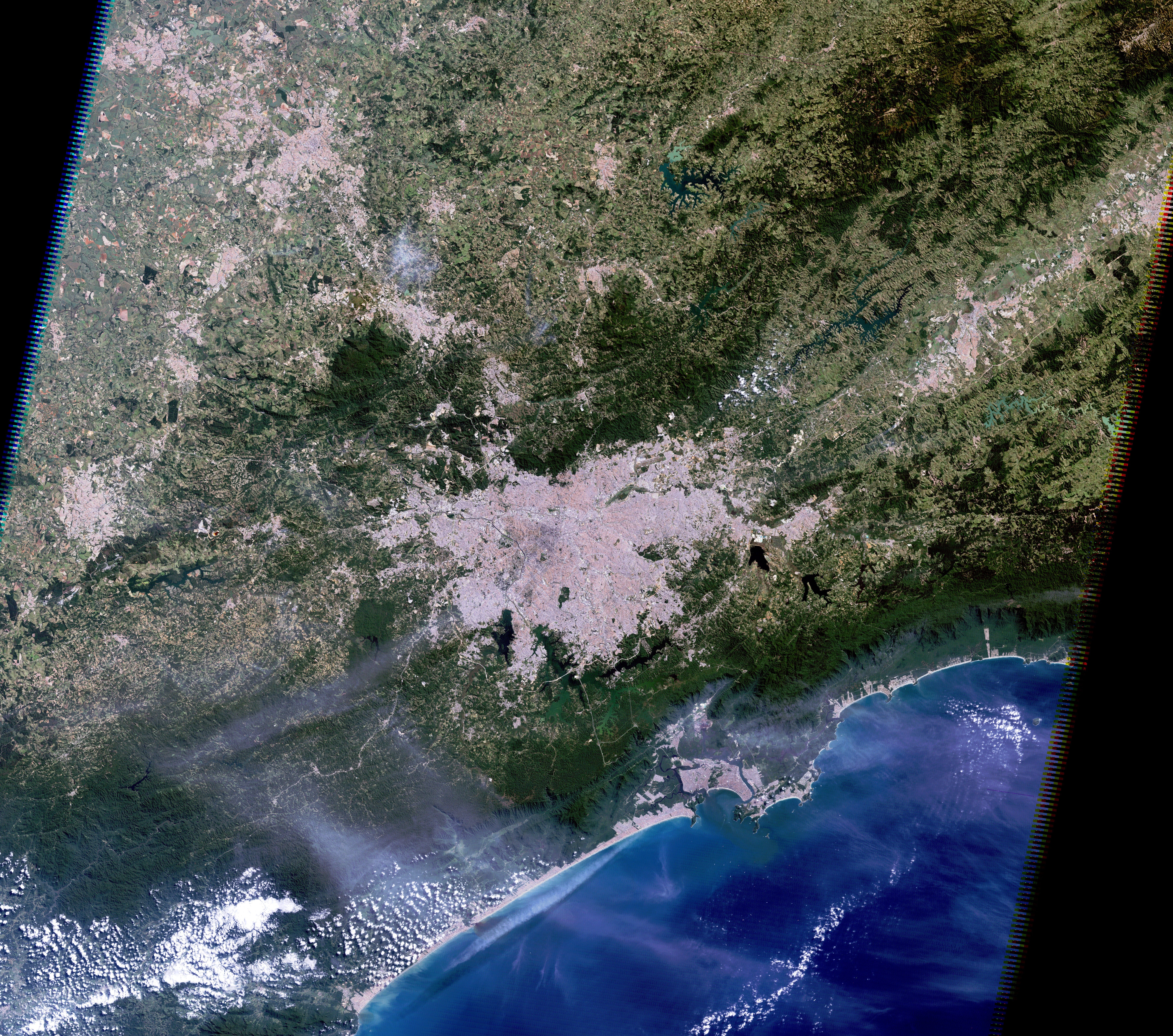
Image de satellite de la région métropolitaine de São Paulo

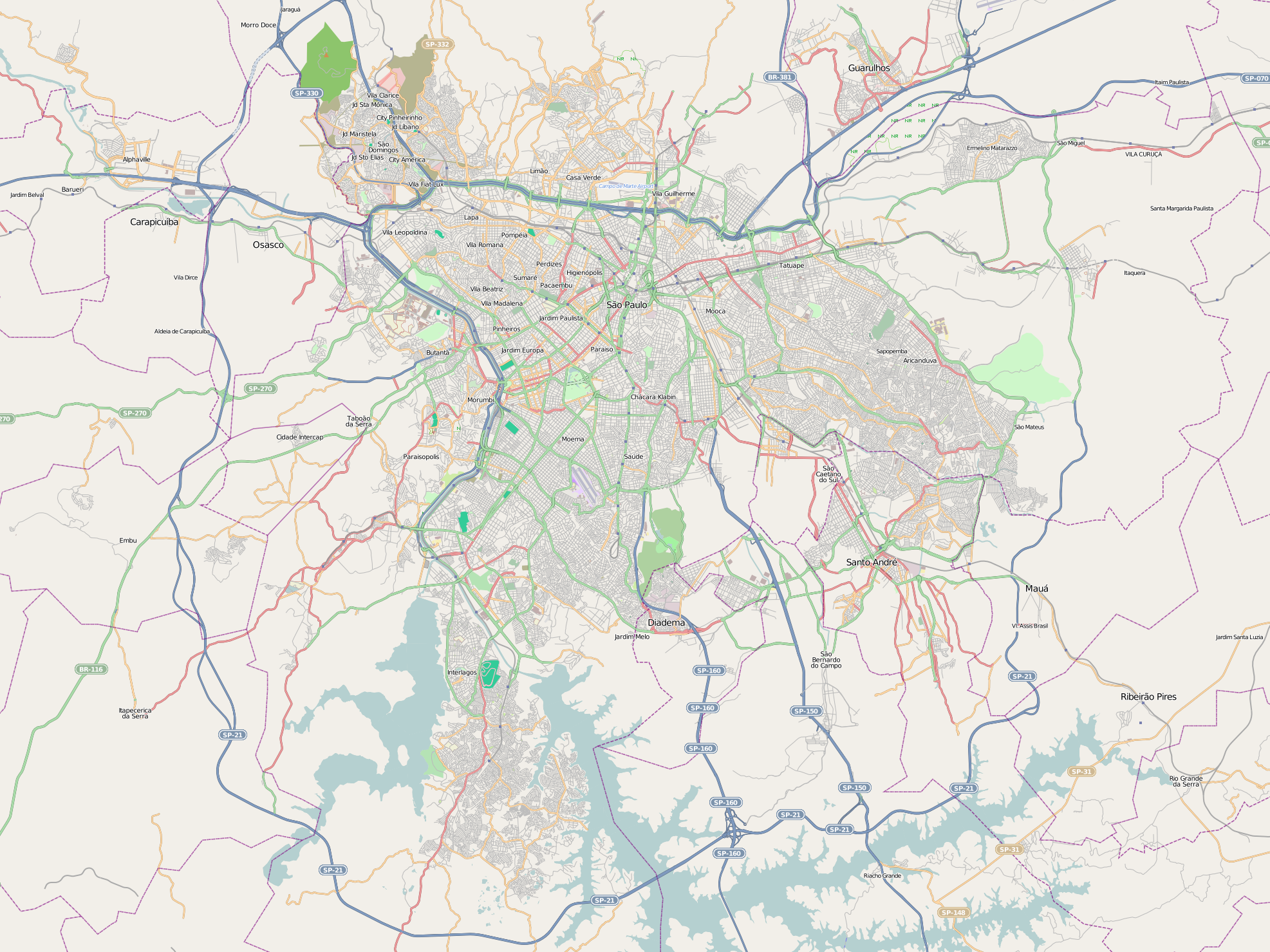
Carte du Grand São Paulo dans OpenStreetMap

La région métropolitaine de São Paulo est le plus grand pôle de richesse du Brésil. Le revenu par habitant est d'environ US$ 12 000 mesuré en parité de pouvoir d'achat.
La métropole abrite la plupart des sièges sociaux des grandes entreprises privées brésiliennes, les plus importants complexes industriels; les grands centres commerciaux et financiers qui contrôlent les activités économiques dans le pays. Ces activités firent surgir dans la région une série de services sophistiqués définis par son intime dépendance de la circulation et du transport d'informations: planning, publicité, marketing, assurances, finances et d'autres. La région présente un produit interne brut de R$ 416,5 milliards, ce qui représente 57,3 % du PIB de São Paulo.

## Démographie
Selon le recensement de 2010, la population de la région métropolitaine atteint 19 683 075 habitants (un Brésilien sur 10) soit nettement plus que celle de la région métropolitaine de Rio de Janeiro la seconde la plus peuplée avec 11,8 millions de personnes. La Région métropolitaine de São Paulo est une des six plus grandes métropoles mondiales qui incluent Tōkyō, Mexico, New York, Séoul et Bombay.
Si c'était un État indépendant, elle serait la 55e nation la plus peuplée du monde.

## Municipalités

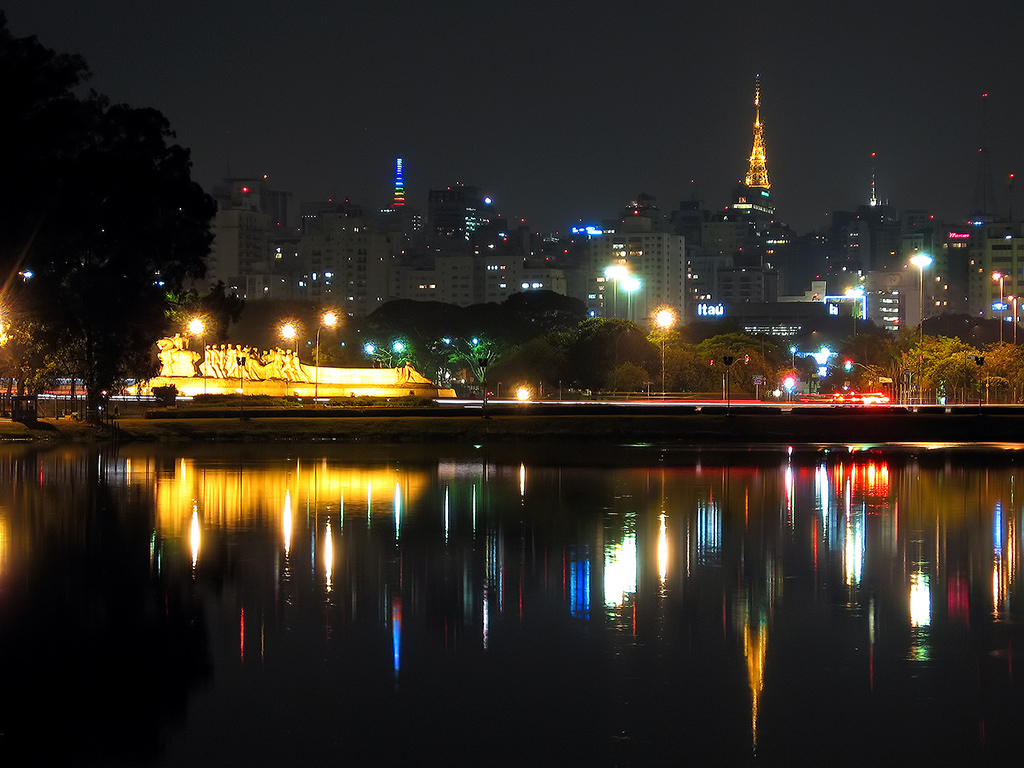
São Paulo

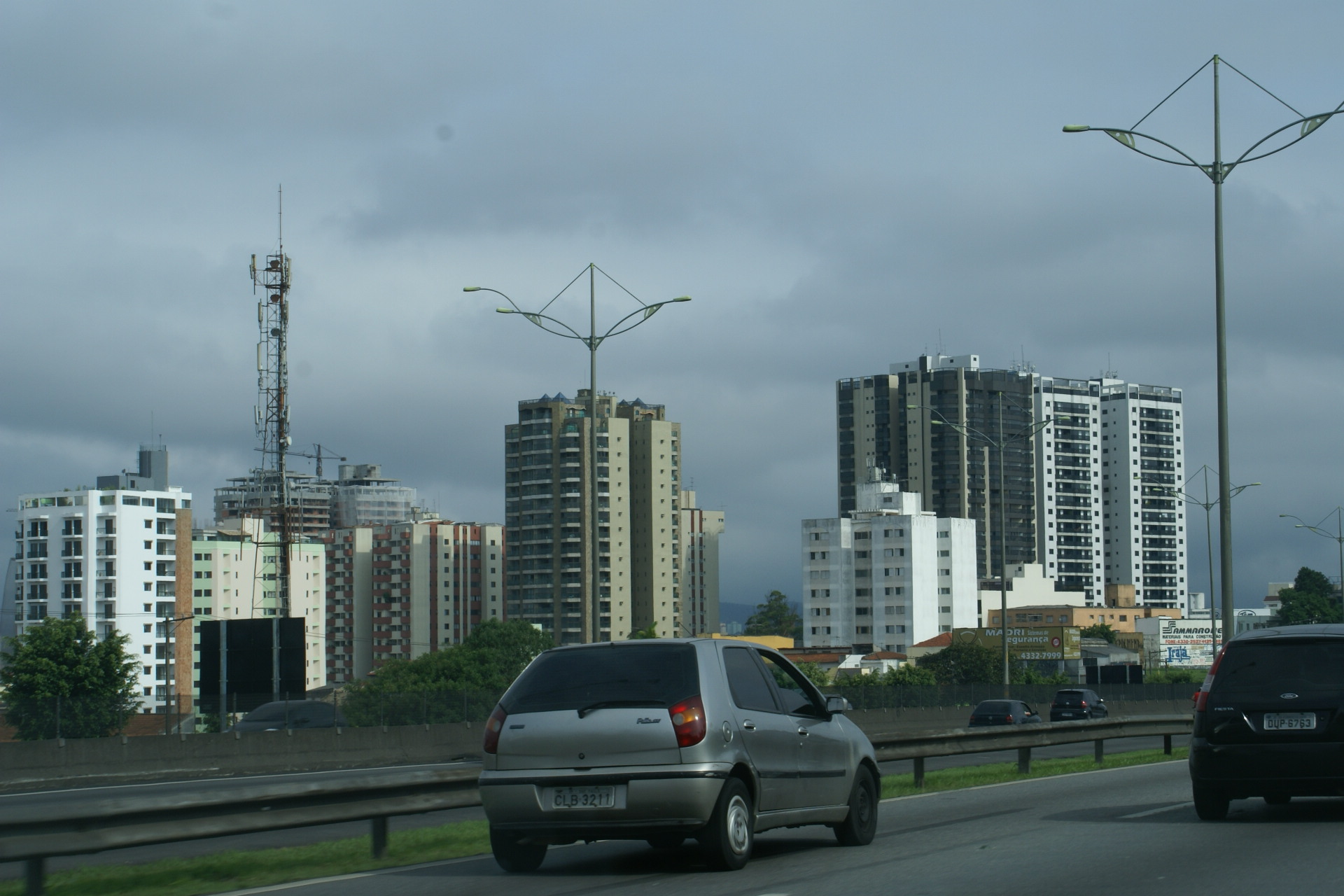
São Bernardo do Campo, la troisième ville de la région

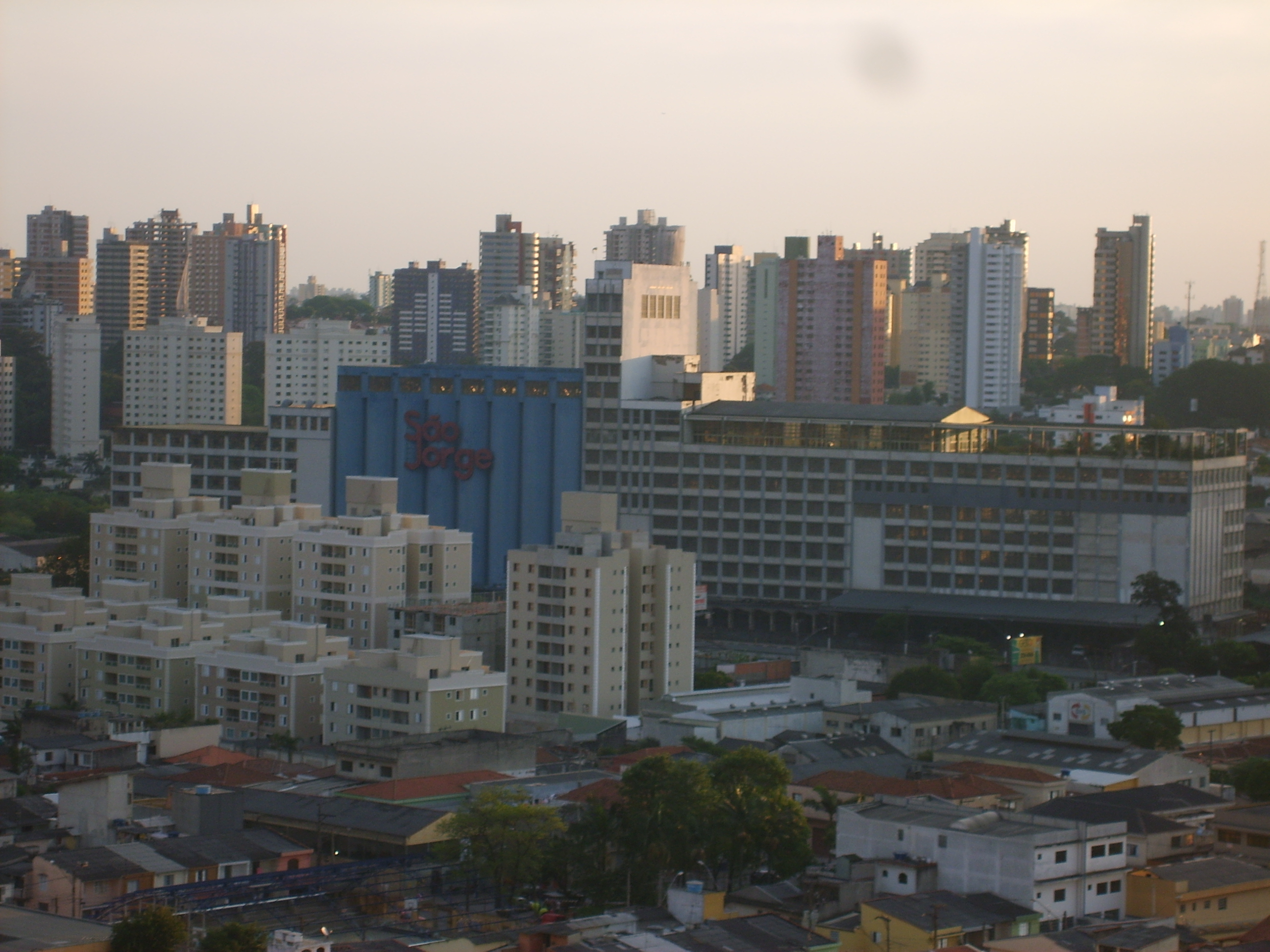
Santo André, la quatrième ville de la région

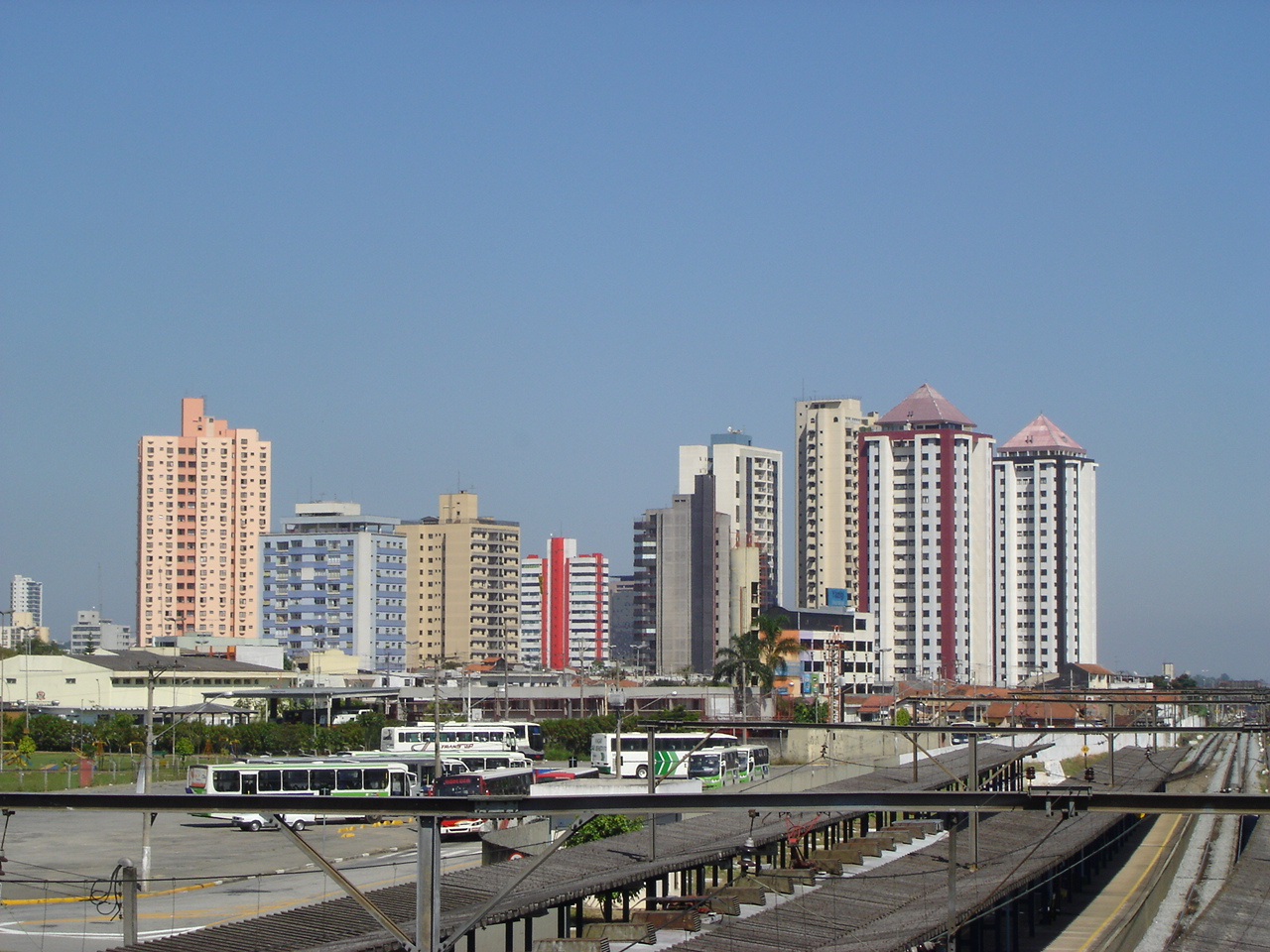
Mogi das Cruzes, la septième ville et pôle d'approvisionnement de la région

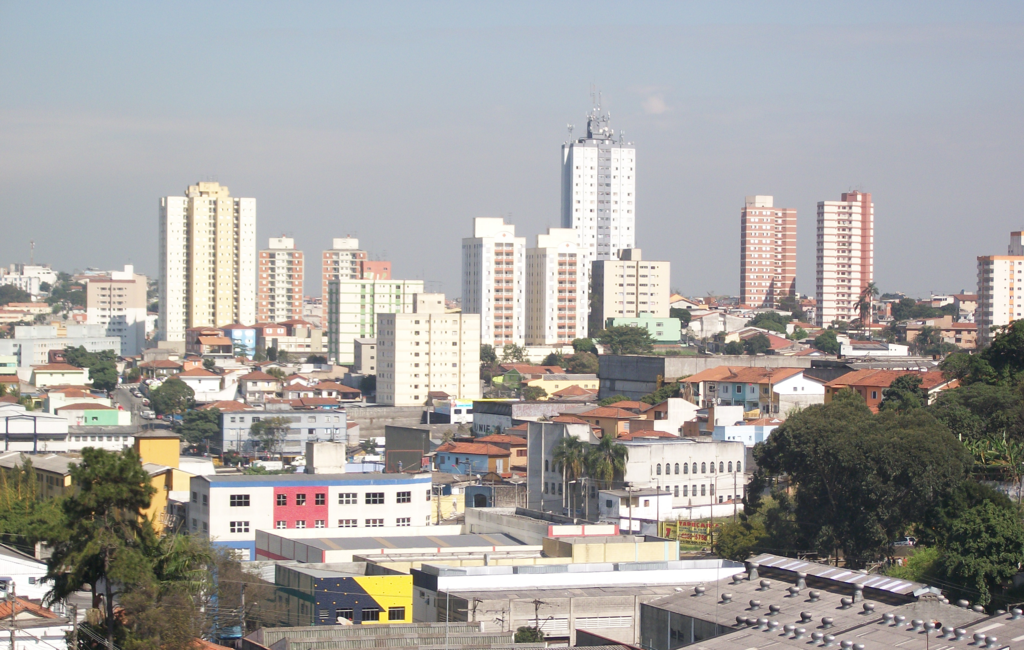
Diadema, important pôle industriel de la région

| Région métropolitaine  | Région métropolitaine | Région métropolitaine |
| Ville                  | Population (hab.)     | Superficie (km²)      |
| ---------------------- | --------------------- | --------------------- |
| São Paulo              | 11 253 503            | 1 523                 |
| Guarulhos              | 1 221 979             | 319                   |
| São Bernardo do Campo  | 765 463               | 409                   |
| Santo André            | 676 407               | 176                   |
| Osasco                 | 666 740               | 64                    |
| Mauá                   | 417 064               | 61                    |
| Mogi das Cruzes        | 387 779               | 713                   |
| Diadema                | 386 089               | 31                    |
| Carapicuíba            | 369 684               | 35                    |
| Itaquaquecetuba        | 321 770               | 83                    |
| Suzano                 | 262 480               | 207                   |
| Taboão da Serra        | 244 528               | 20                    |
| Barueri                | 240 749               | 66                    |
| Embu                   | 240 749               | 70                    |
| Cotia                  | 201 150               | 323                   |
| Itapevi                | 204 769               | 83                    |
| Ferraz de Vasconcelos  | 168 306               | 30                    |
| Francisco Morato       | 154 472               | 49                    |
| Itapecerica da Serra   | 152 514               | 150                   |
| São Caetano do Sul     | 149 263               | 15                    |
| Franco da Rocha        | 131 604               | 134                   |
| Ribeirão Pires         | 113 068               | 99                    |
| Santana de Parnaíba    | 108 813               | 189                   |
| Jandira                | 108 344               | 17                    |
| Poá                    | 106 013               | 18                    |
| Caieiras               | 86 529                | 97                    |
| Mairiporã              | 172 956               | 321                   |
| Arujá                  | 77 905                | 96                    |
| Cajamar                | 64 114                | 131                   |
| Embu-Guaçu             | 62 769                | 155                   |
| Santa Isabel           | 50 453                | 363                   |
| Rio Grande da Serra    | 43 974                | 37                    |
| Vargem Grande Paulista | 78 997                | 42                    |
| Juquitiba              | 28 737                | 522                   |
| Biritiba-Mirim         | 28 575                | 317                   |
| Guararema              | 25 844                | 271                   |
| Pirapora do Bom Jesus  | 15 733                | 109                   |
| Salesópolis            | 15 635                | 425                   |
| São Lourenço da Serra  | 13 073                | 186                   |
| Total                  | 19 683 075            | 7 949                 |

- voir Loi Complémentaire 1.139/2011, de l'État de São Paulo sur la Région métropolitaine de São Paulo.

## Routes

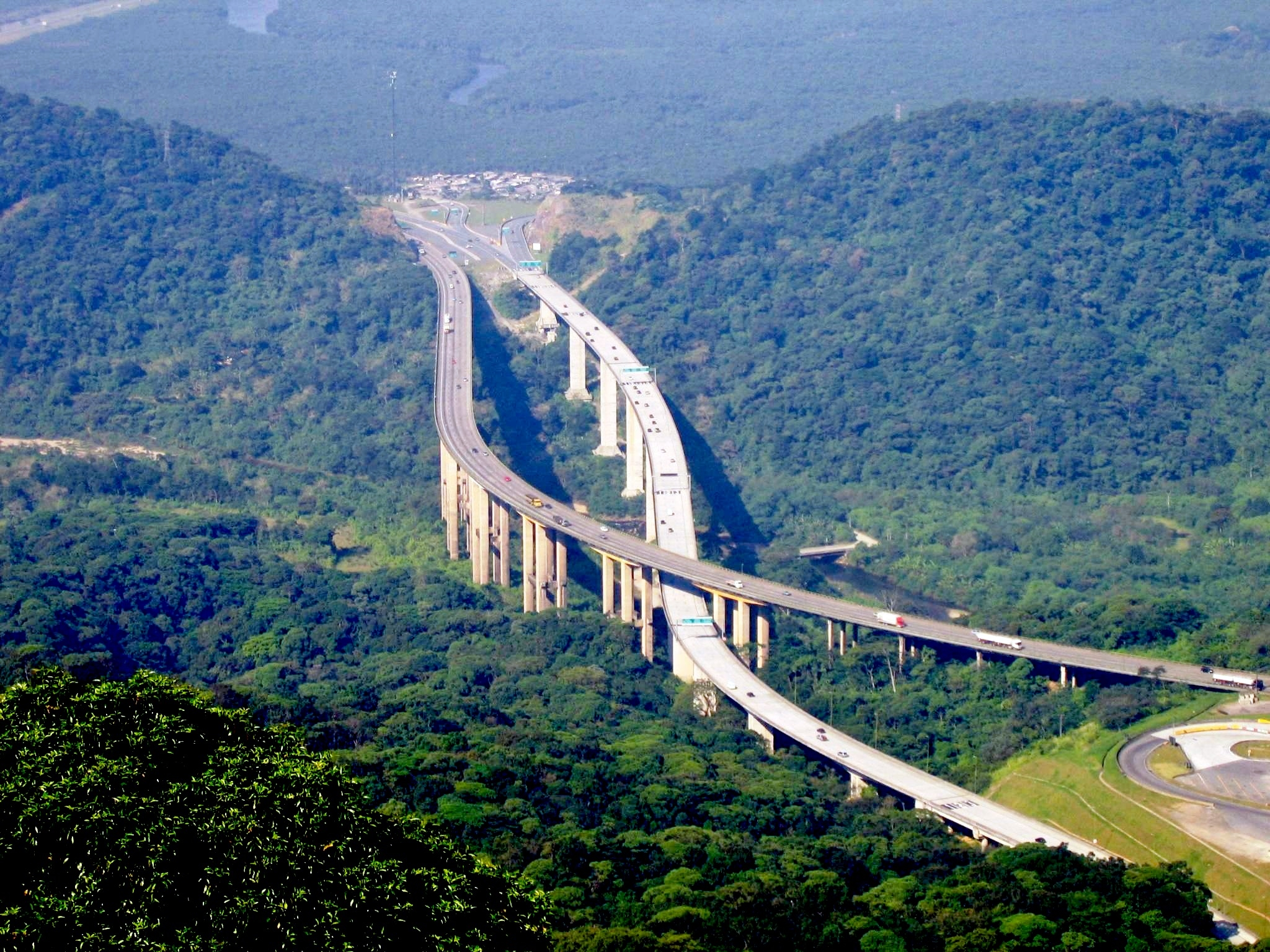
La Rodovia dos Imigrantes relie la région à la Baixada Santista.

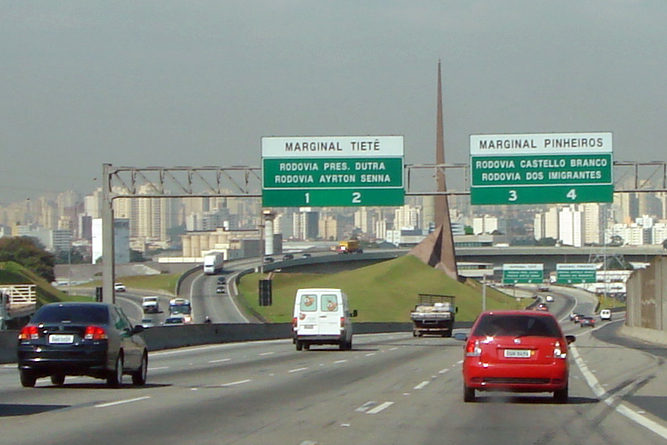
Rodovia dos Bandeirantes à l'entrée de la cité de São Paulo; cette route relie la capitale à la Région métropolitaine de Campinas.

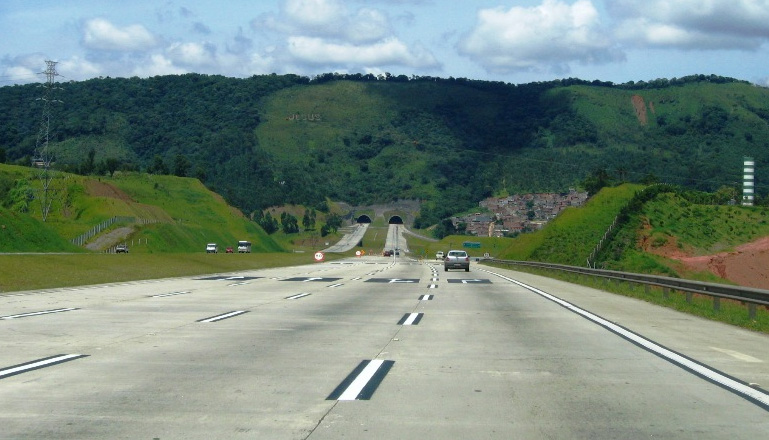
Partie ouest du Rodoanel Mário Covas.

### Principales routes
- Anhanguera
- Bandeirantes
- Raposo Tavares
- Castelo Branco
- Anchieta
- Imigrantes
- Ayrton Senna
- Presidente Dutra
- Fernão Dias
- Régis Bittencourt
- Rodoanel Mário Covas

### Boulevard périphérique
Le Rodoanel Mário Covas (SP-021), ou plus simplement Rodoanel est une autoroute de 177 km à double chaussée et huit voies qui est en construction autour de São Paulo. Cette rocade a pour but de soulager la circulation intense de camions venant du nord et du sud et qui parcourent les deux voies urbaines existantes (Pinheiro et Tietê). La présence de camions provoque d'importants embouteillages.

### Autres routes
- Rodovia Tancredo Neves
- Rodovia Caminho do Mar
- Rodovia José Simões Louro Júnior
- Rodovia Armando Sales
- Rodovia Índio Tibiriçá
- Rodovia Henrique Eroles
- Rodovia Hélio Smidt
- Rodovia Prof. Alfredo Rolim de Moura
- Rodovia Dom Paulo Rolim Loureiro
- Rodovia Deputado Antonio Adib Chammas
- Rodovia Juvenal Ponciano de Camargo
- Estrada do Governo
- Estrada dos Romeiros
- Rodovia Bunjiro Nakao
- Estrada Sezefredo Fagundes
- Estrada da Roselândia
- Rodovia Padre Eustáquio
- Rodovia Mogi-Dutra

## Liaisons externes
- http://www.emplasa.sp.gov.br/portalemplasa/infometropolitana/rmsp/rmsp_dados.asp
- http://www.ibge.gov.br
- http://www.centrodametropole.org.br
- http://www.observasaude.sp.gov.br